# Taphropeltus hamulatus
Taphropeltus hamulatus ist eine Wanze aus der Familie der Rhyparochromidae. Die Art ist mit Taphropeltus contractus nahe verwandt. Manche Autoren zweifeln den separaten Artstatus der beiden an.

## Merkmale
Die Wanzen werden 2,9 bis 3,4 Millimeter lang. Die Arten der Gattung Taphropeltus sind an ihrem hinter den Facettenaugen eingeschnürten Kopf erkennbar. Die sehr ähnliche Art Taphropeltus contractus unterscheidet sich von Taphropeltus hamulatus durch ihre hellere Färbung und verhältnismäßig kleineren Fühler. Außerdem ist die Art etwas größer.

## Verbreitung und Lebensweise
Die Art ist in Europa, ohne vom Nordrand des Mittelmeergebietes bis in den Süden Skandinaviens und auf den Britischen Inseln verbreitet. Im Osten reicht die Verbreitung bis zum Kaukasus. Die Art ist in Deutschland wahrscheinlich weit verbreitet, aber vielerorts noch nicht nachgewiesen. Die Art toleriert mehr Feuchtigkeit und dichteren Gehölzbewuchs bei ihren Lebensräumen als die häufigere Taphropeltus contractus. Sie bevorzugt auch eher kalkige Böden. Ansonsten gleichen sich die Art in ihrer Lebensweise.

## Belege